# Sora (langue)
Pour les articles homonymes, voir Sora.
Le sora est une langue austroasiatique parlée par les Sora, un groupe ethnique de l’Inde orientale, principalement dans les états d’Odisha et de l’Andhra Pradesh. Le sora n'a pas beaucoup de littérature écrite, mais véhicule de nombreux contes et traditions populaires. La plupart des connaissances transmises de génération en génération le sont oralement. À l’instar de nombreuses langues de l’Inde orientale, le sora est classé « vulnérable à l’extinction » par l’UNESCO. La plupart des locuteurs se concentrent dans l’Odisha et l’Andhra Pradesh, mais des communautés plus petites existent également dans le Madhya Pradesh, le Tamil Nadu et le Bihar.

## Distribution
Les locuteurs sont principalement concentrés dans le district de Ganjam, le district de Gajapati (région de Gumma Hills region (Gumma Block), etc.) et le district de Rayagada, mais se trouvent également dans des zones adjacentes telles que les districts de Koraput et de Phulbani ; d’autres communautés existent dans le nord de l’Andhra Pradesh (district de Vizianagaram et district de Srikakulam), dans le Madhya Pradesh, le Bihar, le Tamil Nadu, le Bengale-Occidental et Plains Division de l’Assam.

## Phonologie

### Consonnes
|           |           | Bilabiale | Dentale | Rétroflexe | Palatale | Vélaire | Glottale |
| --------- | --------- | --------- | ------- | ---------- | -------- | ------- | -------- |
| Occlusive | sans voix | p         | t       |            | c        | k       | ʔ        |
| Occlusive | voisé     | b         | d       |            | ɟ        | ɡ       |          |
| Fricative | Fricative |           | s       |            |          |         |          |
| Nasale    | Nasale    | m         | n       |            | ɲ        | ŋ       |          |
| Battue    | Battue    |           |         | ɽ          | r        |         |          |
| Spirante  | Spirante  |           | l       |            | j        |         |          |

### Voyelles
|            | Avant | Central | Arrière |
| ---------- | ----- | ------- | ------- |
| Haute      | i     | ɨ       | u       |
| Mi-hauteur |       |         | ʊ       |
| Milieu     | e     | ə       | o       |
| Basse      |       | a       |         |

## Système d’écriture
Le sora utilise plusieurs systèmes d’écriture. L’un s’appelle le sora sompeng, un système d’écriture natif créé uniquement pour le sora. Il a été développé en 1936 par Mangei Gomango.

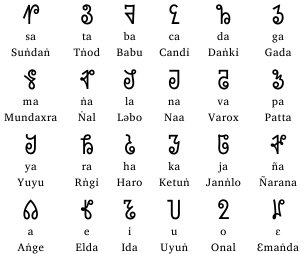

Sora s’écrit également avec l’alphabet oriya par les locuteurs bilingues de l’Odisha.

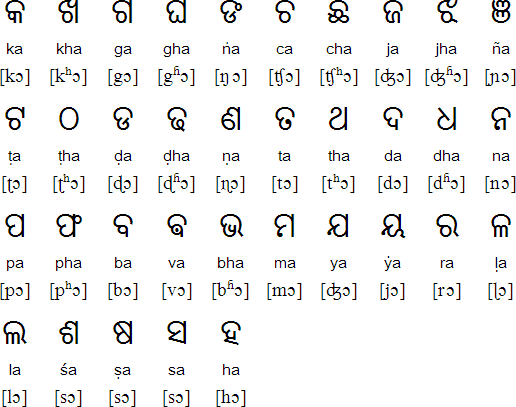

De même, l’alphasyllabaire télougou est utilisé par les locuteurs bilingues résidant dans l’Andhra Pradesh et le Telangana.

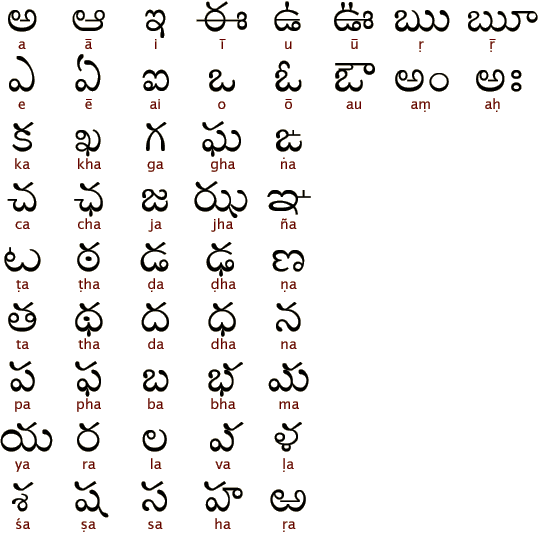

Enfin, le dernier système d’écriture couramment utilisé pour écrire le sora est l’alphabet latin.

## Couverture médiatique
Le sora était l’un des sujets du film documentaire américain The Linguists (2008) d’Ironbound Films, dans lequel deux linguistes tentaient de documenter plusieurs langues moribondes.